# Andrée Guize
Andrée Guize (parfois Guise) est une actrice belge, née le 22 mai 1908 à Bruxelles (ou à Ostende), morte en 1988.

## Filmographie
- 1934 : Le Secret d'une nuit : la secrétaire
- 1935 : Bonne chance ! : Henriette Lepeltier
- 1936 : Les Demi-vierges
- 1936 : Faisons un rêve : une servante
- 1938 : Chipée : Zizi Flor
- 1938 : La Vénus de l'or
- 1939 : Serge Panine : Jeanne
- 1942 : L'Âge d'or : Juliette Dubélair
- 1943 : Le Capitaine Fracasse
- 1946 : Christine se marie : l'infirmière
- 1948 : Rouletabille contre la dame de pique
- 1951 : Deburau : la dame inconnue
- 1958 : Sacrée Jeunesse : Mme Deponchette
- 1960 : Tire-au-flanc 62 : la colonelle Chamerlot